# Medelhavsspelen 1997
Medelhavsspelen 1997 var de 13:e Medelhavsspelen i ordningen och anordnades i Bari, Italien under perioden 13–25 juni 1997. 3 473 idrottsutövare, varav 804 kvinnor, från 21 länder deltog i tävlingarna som omfattade 27 olika idrottstävlingar.

## Sporter
| Artistisk gymnastik Basket Bordtennis Bowls Boxning | Brottning Cykling Fotboll Friidrott Fäktning | Golf Handboll Judo Kanot Karate | Ridsport Rodd Rytmisk gymnastik Segling Simhopp | Simning Skytte Tennis Tyngdlyftning Vattenpolo | Volleyboll |